# Avondance
Avondance – miejscowość i gmina we Francji, w regionie Hauts-de-France, w departamencie Pas-de-Calais.
Według danych na rok 1990 gminę zamieszkiwały 32 osoby, a gęstość zaludnienia wynosiła 15 osób/km² (wśród 1549 gmin regionu Nord-Pas-de-Calais Avondance plasuje się na 1131. miejscu pod względem liczby ludności, natomiast pod względem powierzchni na miejscu 901.).